# Jurilovca
Jurilovca község Tulcea megyében, Dobrudzsában, Romániában. A hozzá tartozó települések: Sălcioara és Vișina.

## Fekvése
A település az ország délkeleti részén található, a megyeszékhelytől, Tulcsától ötvenöt kilométerre délre, a Goloviţa-tó partján.

## Története
A 19. század elején lipovánok alapították. Első írásos említése 1829-ből való. Régi török neve Jurilofca. 1983 és 1996 közötti neve Unirea volt (magyarul: egyesülés).

## Lakossága
A nemzetiségi megoszlás a következő:
| 2002      | 2002 | 2002   |
| --------- | ---- | ------ |
| Románok   | 2837 | 54,72% |
| Lipovánok | 2330 | 44,94% |
| Ukránok   | 5    | 0,09%  |
| Magyarok  | 4    | 0,07%  |
| Törökök   | 3    | 0,05%  |
| Németek   | 1    | 0,01%  |
| Szlovákok | 1    | 0,01%  |
| Bolgárok  | 1    | 0,01%  |
| Horvátok  | 1    | 0,01%  |
| Csehek    | 1    | 0,01%  |
| Összesen  | 5184 | 100,0% |